# Cinantropia
La cinantropia (dal greco κύων, κυνός, cyon, cynos, cane, ed άνθρωπος, ànthropos, uomo) è, in psichiatria, il delirio patologico per cui degli individui si credono cani,e in antropologia e nel folklore, la presunta pratica magica del cambiare forma tra quella umana e quella del cane, o il possesso di caratteristiche anatomiche sia umane che canine in una forma di teriomorfismo.
Il termine inglese cynanthropy esiste almeno dal 1901, quando veniva applicato in riferimento a miti cinesi circa esseri umani che si trasformavano in cani, cani mutanti in esseri umani, e rapporti sessuali tra cani e esseri umani (De Groot, 184). Dopo la licantropia, la cinantropia è il termine più noto per una varietà specifica di teriomorfismo.
L'antropologo David Gordon White chiama l'Asia Centrale come il "vortice della cinantropia" ("vortex of cynanthropy"), perché razze di uomini-cani venivano abitualmente messe lì da scrittori antichi. La mitologia indù piazza delle razze di "Cucinatori di cani" nell'estremo nord dell'India, i cinesi collocano il "Cane Jung " e altri barbari umano/canini all'estremo occidente, e le leggende europee spesso nominano l'esistenza di uomini cane chiamati cinocefali nelle regioni non mappate ad est. Alcune di queste razze sono state descritte come esseri umani con teste di cane, altre come mutaforma canini (White, 114-15).
Il cane mannaro o cinantropo è conosciuto anche a Timor. Viene descritto come un mutaforma uomo/cane, che è capace anche di trasformare altre persone in animali contro la loro volontà. Queste trasformazioni sono di solito in animali da preda come capre, in modo che il cinantropo possa divorare le sue vittime senza che il crimine venga scoperto (Rose, 390).